# Kinderbijslag (België)
Kinderbijslag, in Vlaanderen kindergeld genoemd, is in België een sociale uitkering die wordt toegekend als tegemoetkoming in de onderhoudskosten van kinderen.

## Geschiedenis
Kort na de Eerste Wereldoorlog werden in België compensatiekassen opgericht naar het Frans model en net als in Frankrijk als privaat initiatief.
Met de wet van 14 april 1928 bepaalde de Belgische wetgever dat bij de aanbesteding van door de Staat, de provincies of de gemeenten uitgevoerde of gesubsidieerde werken een beding moest worden opgenomen dat de aannemer aangesloten moest zijn bij een compensatiekas. Dit was de eerste stap naar de legalisering van de kinderbijslag.
Op 4 augustus 1930 werd dan de wet tot veralgemening van de kinderbijslag voor werknemers goedgekeurd, die alle werkgevers verplichtte zich aan te sluiten bij een kinderbijslagfonds. Hierdoor werd kinderbijslag onderdeel van de sociale zekerheid en een wettelijke recht voor alle werknemers in de industrie, de landbouw, de vrije beroepen, de landbouw, de openbare diensten. Deze wet voorzag ook de oprichting van vrije en bijzondere kinderbijslagfondsen. Daarnaast werd ook de Hulpkas voor Kinderbijslagen van de Staat opgericht, waar de werkgevers die zelf geen kinderbijslagfonds kozen, van rechtswege aangesloten werden. Ten slotte werd ook een begin gemaakt van compensatie tussen de verschillende kinderbijslagfondsen door de oprichting van de Nationale Verrekenkas voor Gezinsvergoedingen.
Met de wet van 10 juni 1937 en bij het organiek Koninklijk Besluit van 22 december 1938 werd de kinderbijslag voor zelfstandigen en bedrijfsleiders ingevoerd. Deze werden vervangen door resp. de wet van 29 maart 1976 en door het Koninklijk Besluit van 8 april 1976 houdende regeling van de gezinsbijslag voor zelfstandigen. Sedert 1968 is deze kinderbijslag een onderdeel van het sociaal statuut der zelfstandigen.
In 1960 werden de kinderbijslaginstellingen gereorganiseerd en zijn de Rijksdienst voor Kinderbijslag voor Werknemers (RKW) en de Rijksdienst voor Kinderbijslag voor Zelfstandigen (RKZ) in het leven geroepen. Deze laatste werd op 1 januari 1971 vervangen door het Rijksinstituut voor de Sociale Verzekeringen der Zelfstandigen (RSVZ).
Voor het overheidspersoneel bestaat er geen specifieke regeling. Zij ontvangen de kinderbijslag grotendeels volgens de regels van de kinderbijslagwet voor werknemers. Dit wordt geregeld door het Koninklijk Besluit van 26 maart 1965 betreffende de kinderbijslag voor bepaalde categorieën van het door de Staat bezoldigd personeel.
Door de wet van 20 juli 1971 werd de gewaarborgde gezinsbijslag ingesteld.  Dit is een residuaire regeling die bedoeld is voor de kinderen die niet gerechtigd zijn op kinderbijslag in een van de andere binnenlandse, buitenlandse of internationale regelingen. Deze tak van de kinderbijslag wordt gefinancierd door de Staat.

## Onderdelen van de gezinsbijslag
1. Kraamgeld: uitgekeerd bij de geboorte van elk kind dat onder een van de kinderbijslagwetten valt.
2. Adoptiepremie.
3. Basiskinderbijslag.
4. Verhoogde wezenbijslag: uitgekeerd indien een ouder overleden is op voorwaarde dat de overlevende ouder niet hertrouwt of geen feitelijk gezin vormt.
5. Toeslagen: leeftijdstoeslagen, sociale toeslagen en toeslag voor gehandicapte kinderen.
6. Schoolpremie, eenmalig bedrag begin september voor ouders met schoolgaande kinderen, niet te verwarren met de schooltoelage van het Vlaams ministerie van onderwijs en vorming.

## Bedragen kinderbijslag in 2009

### Stelsel werknemers
1. Kraamgeld: Voor een eerste kind van de vader of van de moeder bedraagt het kraamgeld € 1.129,95 en anders € 850,15. Voor een meerling wordt per kind € 1.129,95 betaald.[1]
2. Adoptiepremie: De adoptiepremie bedraagt € 1.129,95.

## Regionalisering vanaf 2019
Door de Zesde Staatshervorming is kinderbijslag geen federale materie meer. Vanaf 1 januari 2019 is het kinderbijslagsysteem anders in het Vlaams gewest, het Waals gewest, het Brussels gewest en de Duitstalige gemeenschap.
Het systeem is vanaf dan niet meer afhankelijk van het socio-professioneel statuut van de moeder, maar van de woonplaats.